# 北海道釧路聾学校
北海道釧路聾学校（ほっかいどう くしろろうがっこう）は、北海道釧路市にあった聾学校。
2014年（平成26年）3月をもって閉校し、北海道釧路鶴野支援学校（ほっかいどう くしろつるのしえんがっこう）聴覚障がい教育部門へ移転。

## データ
- 所在地：北海道釧路市城山2丁目4-22（現況は北海道釧路保健所[1]）
くしろバス・阿寒バス「緑ヶ岡入口」停留所下車

## 学校教育目標
- 自ら考え、進んで学ぶ子を育てる
- 仲良くし、思いやりのある子を育てる
- 明るく、健康な子を育てる
- 楽しく、豊かに伝え合う子を育てる

## 沿革
- 1948年（昭和23年） - 釧路市立東栄小学校（2008年統合により釧路市立釧路小学校へ）に聾唖学級設置
- 1950年（昭和25年） - 道立移管、北海道釧路聾学校と改称。当時の校舎は北海道釧路湖陵高等学校の隣にあった。
- 1953年（昭和28年）2月22日 - 火災で全焼。現在の場所に再建された。
- 1954年（昭和29年）8月16日 - 昭和天皇、香淳皇后の行幸啓[2]。
- 1981年（昭和56年） - 現校舎を建築
- 1998年（平成10年） - 創立50周年式典を行う
- 2013年（平成25年） - 閉校式典を行う
- 2014年（平成26年）3月 - 校旗返還式を行う
- 2017年（平成29年）7月18日 - 跡地に北海道釧路保健所（釧路総合振興局保健環境部保健行政室）が移転[1]